# Roman Morgunow
Roman Morgunow (bulgarisch Роман Моргунов, russisch Роман Александрович Моргунов Roman Alexandrowitsch Morgunow; * 4. Juli 1982 in Swerdlowsk) ist ein ehemaliger russisch-bulgarischer Eishockeyspieler und heutiger Trainer, der zuletzt bis 2012 beim HK Slawia Sofia in der bulgarischen Eishockeyliga unter Vertrag stand.

## Karriere
Roman Morgunow begann seine Karriere als Eishockeyspieler bei Dinamo-Energija Jekaterinburg, für dessen Profimannschaft er in der Saison 2000/01 sein Debüt in der russischen Superliga gab, wobei er in zwei Spielen punkt- und straflos blieb. In derselben Spielzeit kam er zu zehn Einsätzen für Kedr Nowouralsk in der zweitklassigen Wysschaja Liga. Nach drei Jahren Pause schloss sich der Verteidiger für die Saison 2004/05 dem HK Slawia Sofia aus der bulgarischen Eishockeyliga an, mit dem er auf Anhieb die nationale Meisterschaft gewann. Nach einer Spielzeit beim französischen Zweitligisten HC Limoges, kehrte der Nationalspieler im Sommer 2006 zum HK Slawia Sofia zurück, für den er seither spielt und mit dem er 2008 und 2009 jeweils das Double aus Meisterschaft und Pokal gewann. 2009 wurde er auch als bester Verteidiger der Liga ausgezeichnet. In den Jahren 2010, 2011 und 2012 wurde er erneut bulgarischer Meister mit Slawia Sofia. Anschließend beendete er seine aktive Laufbahn.

### International
Für Bulgarien nahm Morgunow an den Weltmeisterschaften der Division II 2005, 2006, 2008 und 2009, 2010, 2011 und 2012 teil. Des Weiteren stand er im Aufgebot Bulgariens bei der Qualifikation zu den Olympischen Winterspielen 2010 in Vancouver.

### Trainerlaufbahn
Als Assistenztrainer betreute er die bulgarischen Juniorennationalmannschaften bei der U18-Weltmeisterschaft der Division III 2010 sowie bei den U20-Weltmeisterschaften der Division III 2010 und 2011.       

## Erfolge und Auszeichnungen
- 2005 Bulgarischer Meister mit dem HK Slawia Sofia
- 2008 Bulgarischer Meister mit dem HK Slawia Sofia
- 2008 Bulgarischer Pokalsieger mit dem HK Slawia Sofia
- 2009 Bulgarischer Meister mit dem HK Slawia Sofia und bester Verteidiger der Liga
- 2009 Bulgarischer Pokalsieger mit dem HK Slawia Sofia
- 2010 Bulgarischer Meister mit dem HK Slawia Sofia
- 2011 Bulgarischer Meister mit dem HK Slawia Sofia
- 2012 Bulgarischer Meister mit dem HK Slawia Sofia